# Kareena Kapoor
Kareena Kapoor Khan (Mumbai, 21 settembre 1980) è un'attrice indiana.

## Biografia
Il suo soprannome è Bebo e ha fatto il suo debutto nel 2000 con il film Refugee.
Appartiene a una delle più famose famiglie di attori indiani: sua sorella maggiore è Karisma Kapoor, il padre Randhir Kapoor, lo zio Rishi Kapoor, il nonno Raj Kapoor e il bisnonno Prithviraj Kapoor.
Oggi è una delle più apprezzate attrici di Bollywood.
Ha interpretato, infatti, pellicole di grande successo di pubblico e critica: Kabhi Khushi Kabhie Gham, Asoka, Jab We Met e Chameli.
Fa una comparsata, non accreditata, nel successo Om Shanti Om.
Il 16 ottobre 2012 sposa l'attore Saif Ali Khan.

## Filmografia
- Refugee, regia di J. P. Dutta (2000)

- Mujhe Kucch Kehna Hai, regia di Satish Kaushik (2001)
- Yaadein, regia di Subhash Ghai (2001)
- Asoka, regia di Santosh Sivan (2001)
- Ajnabee, regia di Abbas-Mustan (2001)
- Kabhi Khushi Kabhie Gham..., regia di Karan Johar (2001)
- Vogliamo essere amici? (Mujhse Dosti Karoge!), regia di Kunal Kohli (2002)
- Jeena Sirf Merre Liye, regia di Talat Jani (2002)
- Talaash: The Hunt Begins..., regia di Suneel Darshan (2003)
- Khushi, regia di S. J. Suryah e Sunil Kumar Agrawal (2003)
- Main Prem Ki Diwani Hoon, regia di Sooraj Barjatya (2003)
- LOC Kargil, regia di J. P. Dutta (2003)
- Chameli, regia di Sudhir Mishra (2003)
- Yuva, regia di Mani Ratnam (2004)
- Dev, regia di Govind Nihalani (2004)
- Fida, regia di Ken Ghosh (2004)
- Aitraaz, regia di Abbas-Mustan (2004)
- Hulchul, regia di Priyadarshan (2004)
- Bewafaa, regia di Dharmesh Darshan (2005)
- Kyon Ki..., regia di Priyadarshan (2005)
- Dosti: Friends Forever, regia di Suneel Darshan (2005)
- 36 China Town, regia di Abbas-Mustan (2006)
- Chup Chup Ke, regia di Priyadarshan (2006)
- Omkara, regia di Vishal Bhardwaj (2006)
- Don: The Chase Begins Again, regia di Farhan Akhtar (2006)
- Kya Love Story Hai, regia di Lovely Singh (2007)
- L'amore arriva in treno (Jab We Met), regia di Imtiaz Ali (2007)
- Om Shanti Om, regia di Farah Khan (2007) - non accreditata
- Tashan, regia di Vijay Krishna Acharya (2008)
- Golmaal Returns, regia di Rohit Shetty (2008)
- Billu, regia di Priyadarshan (2009)
- Kambakkht Ishq, regia di Sabir Khan (2009)
- Main Aurr Mrs Khanna, regia di Prem Soni (2009)
- 3 Idiots, regia di Rajkumar Hirani (2009)
- Kurbaan, regia di Renzil D'Silva (2009)
- Milenge Milenge, regia di Satish Kaushik (2010)
- We Are Family, regia di Malhotra P. Siddharth (2010)
- Golmaal 3, regia di Rohit Shetty (2010)
- Bodyguard, regia di Siddique (2011)
- Ra.One, regia di Anubhav Sinha (2011)
- Ek Main Aur Ekk Tu, regia di Shakun Batra (2012)
- Agent Vinod, regia di Sriram Raghavan (2012)
- Rowdy Rathore, regia di Prabhu Deva (2012) - (comparsa speciale nella canzone Chinta ta)
- Heroine, regia di Madhur Bhandarkar (2012)
- Talaash, regia di Reema Kagti (2012)
- Dabangg 2, regia di Arbaaz Khan (2012) - (comparsa speciale nella canzone Fevicol Se)
- Satyagraha, regia di Prakash Jha (2013)
- Gori Tere Pyaar Mein!, regia di Punit Malhotra (2013)
- Singham Returns, regia di Rohit Shetty (2014)
- The Shaukeens, regia di Abhishek Sharma (2014)
- Happy Ending, regia di Krishna D. K. e Raj Nidimoru (2014)
- Gabbar Is Back, regia di Radha Krishna Jagarlamudi (2015)
- Bajrangi Bhaijaan, regia di Kabir Khan (2015)
- Brothers, regia di Karan Malhotra (2015) - (comparsa speciale nella canzone Mera Naam Mary Hai)
- Ki & Ka, regia di R. Balki (2016)
- Udta Punjab, regia di Abhishek Chaubey (2016)
- Veere Di Wedding, regia di Shashanka Ghosh (2018)
- Good Newwz, regia di Raj Mehta (2019)
- Angrezi Medium, regia di Homi Adajania (2020)
- Laal Singh Chaddha, regia di Advait Chandan (2022)